# Abies magnifica
Abies magnifica és una espècie de conífera de la família de les pinàcies conegut localment en anglès com a avet roig californià o simplement avet roig. És una arbre perennifoli originari de les muntanyes d'Oregon i Califòrnia (Estats Units).

## Descripció
Són arbres de mida grossa, poden ultrapassar els 70 metres d'alçada, i assolir quasi 3 metres de diàmetre. Té una capçada estreta i cònica, més aviat cilíndrica en arbres madurs o senescents. L'escorça del tronc és llisa, prima, gris i amb glàndules resiníferes. Amb l'edat l'escorça es torna de color bru vermellós i s'esquerda en profunds solcs longitudinals. Els branquillons tenen una disposició oposada i són fortament verticil·lats de color groguenc a bronzejat, amb pubescència vermellosa. Les fulles són aciculars de color platejat i glauc quan són joves que es tornen de color glauc fosc amb el temps; tenen una mida de 6-40 per 2 mm.; estan disposades en espiral al llarg dels branquillons i creixen de forma ascendent. Tenen l'àpex arrodonit, presenten en el revers dos bandes glauques i desprenen una olor semblant a la càmfora. Les fulles apicals, que envolten els borrons terminals, són sensiblement més curtes. Durant la primavera (maig i juny) desenvolupen cons pol·línics morats o marró-vermellós. Els cons femenins creixen i maduren durant l'estiu; són oblongues, cilíndrics, de creixement ascendent, de mida gran: 14 a 23 per 6-9 cm., però més menuts (de 9 a 17 × 3 a 9 cm.) en la varietat critchfieldii, de color morat i de color marró quan maduren, sèsils, d'àpex arrodonit; esquames d'aproximadament 3 per 4 cm., pubescents; també presenten bràctees que no sobresurten (en la varietat tipus magnifica) o exsertes (en la varietat critchfieldii). Les llavors fan 15 per 6 mm, de color marró-vermellós fosc mentre que les ales tan llargues com la pròpia llavor són pàl·lides, vermelloses i brillants. Plançó de 7 a 8 cotiledons.

## Varietats
- Abies magnifica 'Argentea': Cultivar.[2]
- Abies magnifica var. critchfieldii: Nativa de l'extrem sud de l'àrea de distribució, al sud de Kings River (Califòrnia). Els cons d'aquesta varietat són significativament més petits que la varietat magnifica (9 - 17 cm).[3]
- Abies magnifica 'Glauca': Cultivar.[4]
- Abies magnifica var. magnifica: Varietat tipus[5]
- Abies magnifica 'Mt. Si': Cultivar utilitzat en jardineria, de brancatge irregular, dens, de mida petita i de fullatge glauc o blavós.[6]
- Abies magnifica 'Nana': Cultivar nan, de forma arbustiva i fullatge verd.[7]
- Abies magnifica 'Prostrata': Cultivar utilitzat en jardineria, de port semiprostrat, de mida petita i fullatge verd o glauc.[8]

## Ecologia i distribució
Abies magnifica var. magnifica apareix en zones muntanyoses (entre 1.400 i 2.700 m. i arriba als 3.000 metres d'altitud en els límits meridionals de la seva distribució) de la costa oest dels Estats Units. Creix a Sierra Nevada (Califòrnia), fins a la serralada de les Cascades a Oregon i també en certs punts de Serra Nevada de l'extrem occidental de Nevada. La varietat "sashta" creix també al llarg de Serra Nevada i serralada de les Cascades i en certs punts de les muntanyes Klamath, les muntanyes Siskiyou i la serralada de les Cascades. En zones d'hiverns freds i humits, estius secs i calorosos; amb una precipitació d'entre 800 i 1.600 mm, la major part de la qual és en forma de neu durant l'hivern (d'octubre a març). El mantell nival sol ser molt abundant i habitualment no s'acaba de fondre fins ben entrat l'estiu, fet que provoca que la temporada de creixement sigui curta. Creix sobre sòls lleugerament àcids (ph de 5-6), pobres en nutrients poc desenvolupats (inceptisols o entisols), de textura arenosa, ben drenats però humits i de litologia granítica (Sierra Nevada) o basàltica (serralada de les Cascades).
Aquesta espècie forma boscos purs en algunes contrades però freqüentment creix en boscos mixtos de coníferes juntament amb Pinus murrayana, Abies concolor, Abies procera, Pseudotsuga menziesii, Calocedrus decurrens, Juniperus occidentalis i en zones més elevades s'associa amb Abies lasiocarpa, Tsuga mertensiana. El sotabosc és generalment pobre i poc dens, algunes de les espècies que conviuen amb Abies magnifica són: Ceanothis cordulatus, Chrysolepis sempervirens i Arctostaphylos nevadensis.

## Galeria d'imatges

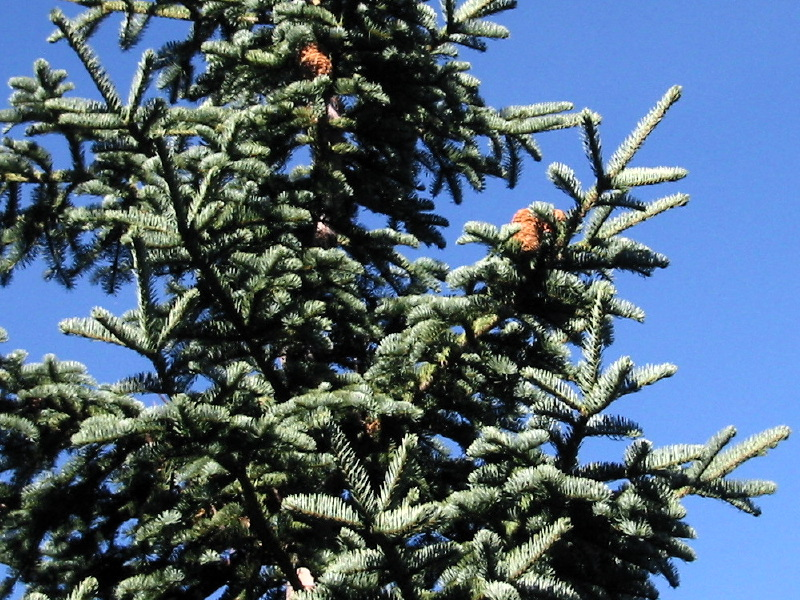
Cons amb disposició ascendent
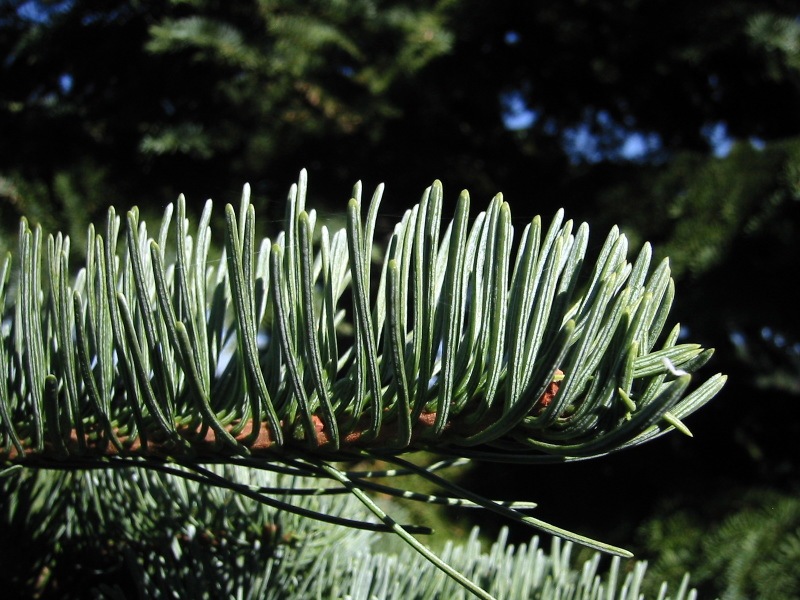
Fulles de l'avet roig californià, s'observa la seva disposició ascendent
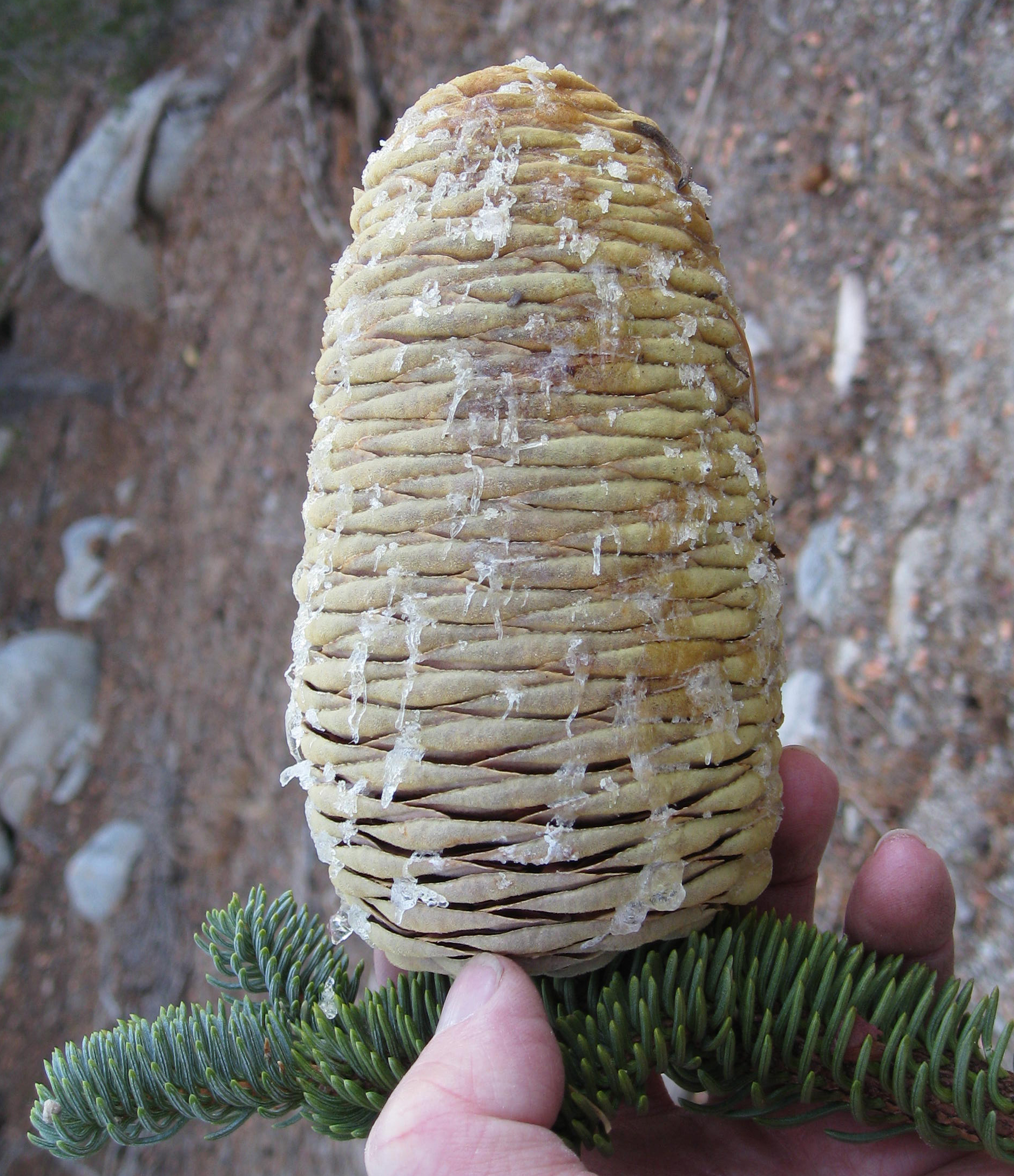
Con